# Glénouze
Glénouze település Franciaországban, Vienne megyében. Lakosainak száma 100 fő (2022. január 1.). Glénouze Les Trois-Moutiers, Curçay-sur-Dive, Mouterre-Silly, Ranton és Saint-Laon községekkel határos.

## Népesség
A település népességének változása:
| Lakosok száma | 113  | 115  | 112  | 105  | 100  | 98   | 96   | 93   | 100  |
|               | 2013 | 2015 | 2016 | 2017 | 2018 | 2019 | 2020 | 2021 | 2022 |